# Rockensüß
Rockensüß ist ein Ortsteil der Gemeinde Cornberg im nordhessischen Landkreis Hersfeld-Rotenburg.

## Geographie
Rockensüß liegt im oberen Sontratal und gehört zum osthessischen Bergland. Es ist eingebettet zwischen dem Stölzinger und Richelsdorfer Gebirge.

## Geschichte
In einer Verkaufsurkunde aus dem Jahre 1350 ist zu ersehen, dass das Gebiet um Cornberg zur Herrschaft Spangenberg gehörte. Danach erwarb die Landgrafschaft Hessen-Kassel für 8000 Silbermark die gesamte Herrschaft Spangenberg von Hermann IX. von Treffurt.
Die älteste bekannte Erwähnung des Dorfes Rokensoze erfolgte im Jahr 1274 in einer Urkunde des Klosters Bubenbach bei Cornberg. Das ehemalige Siedlungsgebiet Rittershain, das erstmals 1322 erwähnt wurde, konnte nicht fortbestehen und wurde 1376 wieder als Wüstung bezeichnet. Das heutige Schloss wurde mit dem Gutshof 1843 neu errichtet.
Der erste Kirchenbau in Rockensüß datiert aus dem 14. Jahrhundert. Mit der Einführung der Reformation 1526 durch Landgraf Philipp von Hessen wurde Rockensüß evangelisch. Die im Dreißigjährigen Krieg zerstörte St. Andreas-Kirche wurde 1620 wieder aufgebaut, der Kirchturm wurde im Jahr 1653 erneuert.
Bei einem Großbrand im Jahre 1838 wurde der Ort erneut zerstört, dabei sollen nach der Überlieferung eines Försters namens Siebert sogar die drei Kirchenglocken geschmolzen sein. Der Neubau der Kirche wurde 1840 eingeweiht, diese dritte Rockensüßer Kirche steht heute noch. Nachdem der Bau 1991 wegen Baufälligkeit geschlossen werden musste, konnte er nach umfangreicher Renovierung 2006 wieder für Gottesdienste genutzt werden.
Am 14. Juni 1864 wurde Rockensüß von einem schweren Hochwasser getroffen, nachdem der Wasserspiegel der Sontra infolge schwerer Unwetter zwei Meter gestiegen war. Eine Wasserstandsmarke an der alten Schule verdeutlicht heute noch das Ausmaß des damaligen Hochwassers. Im selben Jahrhundert verließen über 200 Einwohner das Dorf und wanderten nach Amerika aus. Die Einwohnerzahl sank bis zum Jahre 1870 auf 650.

### Ortsname
Der Ortsname leitet sich nach einer Erklärung des Kasseler Historikers Mittermeier wahrscheinlich vom keltischen Wort rocca für „Fels“ oder „Stein“ und dem althochdeutschen sioza für „Viehweide im Wald“ her. Die Schreibweise wechselte im Lauf der Jahrhunderte zwischen Rokensoze (1274), Rackinsuse (1348) und Ruckensues (1527). Die heutige Schreibweise Rockensüß taucht erstmals 1648 zum Ende des Dreißigjährigen Krieges auf.

### Gebietsreform
Im Zuge der Gebietsreform in Hessen wurde die bis dahin selbständige Gemeinde auf freiwilliger Basis am 1. Oktober 1971 in die Nachbargemeinde Cornberg eingegliedert.
Für Rockensüß wurde ein Ortsbezirk mit Ortsbeirat und Ortsvorsteher nach der Hessischen Gemeindeordnung eingerichtet.

### Einwohnerentwicklung

#### Einwohnerstruktur
Nach den Erhebungen des Zensus 2011 lebten am Stichtag dem 9. Mai 2011 in Rockensüß 414 Einwohner. Darunter waren 3 (0,7 %) Ausländer.
Nach dem Lebensalter waren 78 Einwohner unter 18 Jahren, 153 waren zwischen 18 und 49, 99 zwischen 50 und 64 und 84 Einwohner waren älter.
Die Einwohner lebten in 144 Haushalten. Davon waren 27 Singlehaushalte, 27 Paare ohne Kinder und 72 Paare mit Kindern, sowie 15 Alleinerziehende und 3 Wohngemeinschaften. In 90 Haushalten lebten ausschließlich Senioren/-innen und in 261 Haushaltungen leben keine Senioren/-innen.

#### Bevölkerung
| Rockensüß: Einwohnerzahlen von 1834 bis 2011 | Rockensüß: Einwohnerzahlen von 1834 bis 2011 | Rockensüß: Einwohnerzahlen von 1834 bis 2011 | Rockensüß: Einwohnerzahlen von 1834 bis 2011 | Rockensüß: Einwohnerzahlen von 1834 bis 2011 |
| --- | -------------------------------------------- | -------------------------------------------- | -------------------------------------------- | -------------------------------------------- |
| Jahr |                                              |                                              |                                              | Einwohner                                    |
| 1834 | 1834                                         |                                              | 792                                          | 792                                          |
| 1840 | 1840                                         |                                              | 859                                          | 859                                          |
| 1846 | 1846                                         |                                              | 912                                          | 912                                          |
| 1852 | 1852                                         |                                              | 831                                          | 831                                          |
| 1858 | 1858                                         |                                              | 812                                          | 812                                          |
| 1864 | 1864                                         |                                              | 852                                          | 852                                          |
| 1871 | 1871                                         |                                              | 777                                          | 777                                          |
| 1875 | 1875                                         |                                              | 807                                          | 807                                          |
| 1885 | 1885                                         |                                              | 708                                          | 708                                          |
| 1895 | 1895                                         |                                              | 704                                          | 704                                          |
| 1905 | 1905                                         |                                              | 694                                          | 694                                          |
| 1910 | 1910                                         |                                              | 638                                          | 638                                          |
| 1925 | 1925                                         |                                              | 701                                          | 701                                          |
| 1939 | 1939                                         |                                              | 605                                          | 605                                          |
| 1946 | 1946                                         |                                              | 897                                          | 897                                          |
| 1950 | 1950                                         |                                              | 635                                          | 635                                          |
| 1956 | 1956                                         |                                              | 570                                          | 570                                          |
| 1961 | 1961                                         |                                              | 564                                          | 564                                          |
| 1967 | 1967                                         |                                              | 535                                          | 535                                          |
| 1970 | 1970                                         |                                              | 517                                          | 517                                          |
| 1980 | 1980                                         |                                              | ?                                            | ?                                            |
| 1990 | 1990                                         |                                              | ?                                            | ?                                            |
| 2000 | 2000                                         |                                              | ?                                            | ?                                            |
| 2011 | 2011                                         |                                              | 414                                          | 414                                          |
| Datenquelle: Historisches Gemeindeverzeichnis für Hessen: Die Bevölkerung der Gemeinden 1834 bis 1967. Wiesbaden: Hessisches Statistisches Landesamt, 1968. Weitere Quellen: LAGIS; Zensus 2011 |                                              |                                              |                                              |                                              |

#### Religionszugehörigkeit
| • 1885: | 617 evangelische (= 99,68 %), ein katholischer (= 0,16 %), ein anderes christliche-konfessioneller (= 0,16 %) Einwohner |
| • 1961: | 525 evangelische (= 93,09 %), 35 katholische (= 6,21 %) Einwohner                                                       |

## Sehenswürdigkeiten
Sehenswürdigkeiten sind das westlich gelegene Schloss Rittershain, das ehemalige Kloster Cornberg, der Gutsbezirk sowie das Gut Menglers.

## Infrastruktur
Der Ort ist geprägt von der Landwirtschaft und etwas Handwerk.
Der nur wenige Kilometer nördlich von Cornberg gelegene Ort ist über eine Nebenstraße mit der B 27 verbunden. Durch Cornberg verläuft die Bahnstrecke Bebra–Göttingen; der nächste Halt ist in Sontra.